# Дисук

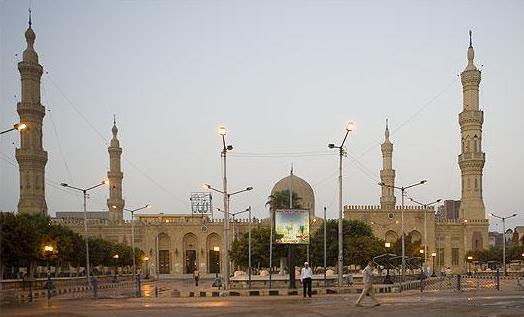
Мечеть святого Ибрахима Аль-Курайши Ад-Дисуки.

Дису́к (араб. دسوق‎) — город в Египте, в средне-северной части дельты Нила, в 80 км к юго-востоку от Александрии. Расположен на границе с губернаторствами Бухейра, Александрия, Гарбия и Кафр-эш-Шейх, центром района в котором и является. Население 106 827 жителей (2006).

## История
Одно время Дисук (который в то время носил название Путо) являлся столицей гиксосов — народа, пришедшего в Древний Египет из Передней Азии. Первый фараон XVIII династии Яхмос I около 1550 г. до н. э. изгнал гиксосов из Египта и преследовал до южной Палестины.
Дисук — родной город мусульманского святого Ибрахима ад-Дисуки, жившего в XII веке.

## Район Дисук
Район занимает площадь около 300 км², что составляет примерно 7,9 % от всей площади губернаторства. Его население на 31.12.2003 составляло 431 112 жителей.

## Ссылки

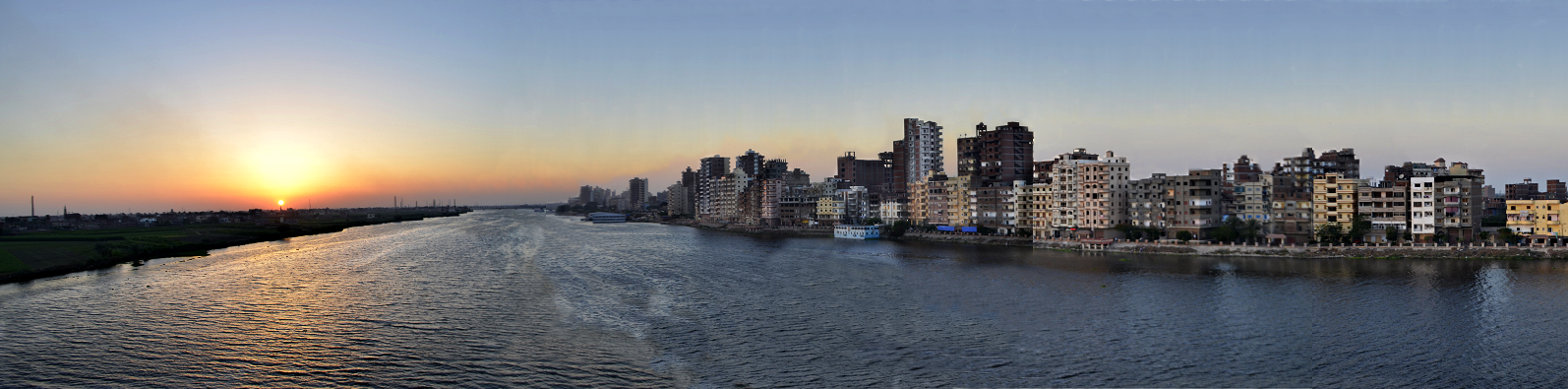
Нил в Дисуке.